# Doctrine des deux royaumes
La doctrine des deux royaumes est une doctrine politique qui soutient que, en vertu de la division fondamentale entre le Royaume de Dieu et la Terre, les gouvernements des hommes doivent être des autorités séculaires (des États) et non des autorités religieuses. Il s'agit d'une thèse luthérienne.

## Concept
Martin Luther cherche à résoudre ce qui apparaît comme une contradiction de la Bible. Les textes exhortent en effet à certains moments les hommes à obéir aux gouvernements, quand d'autres appellent à être passifs. Il dépasse cette contradiction en proposant une explication, appelée doctrine des deux royaumes.
Le premier royaume est celui de la spiritualité, le regnum Christi ; l'autre est le royaume terrestre, regnum civile. Le royaume spirituel est celui où règne le chef de l'Église, tandis que le royaume terrestre est celui où c'est l'État qui gouverne. Les deux sont liés, car Dieu est présent dans les deux royaumes de manière égale : les hommes exercent également leurs occupations terrestres et leurs vocations conformément à la vocation que Dieu leur a donnée.
Les deux royaumes ont deux formes de justice. Symboliquement, le domaine terrestre, qui correspond à la main gauche, comprend tout ce que nous pouvons voir et faire dans notre corps. Le Royaume des cieux, qui correspond à la main droite, est la seule chose incluse là est seulement la foi en Christ.

## Histoire
Le livre officiel définissant le luthéranisme, le Livre de Concorde, compilé en 1580, mentionne la doctrine. Il fait référence à un sermon que Martin Luther a prêché le 19e dimanche après la Trinité à Marburg en 1528, où il expose sa théorie des deux royaumes.
Le fondement biblique de cette doctrine est la distinction que fait saint Paul dans le chapitre 8 de l'épître aux Romains  entre le corps physique et l'Esprit. Martin Luther rompt ainsi avec la compréhension traditionnelle de Romains 8 par la scolastique, qui considérait que dans cette dichotomie, la chair était le vice, le profane et le séculier, tandis que l'Esprit était la vertu, le sacré et l'Église.
Luther voyait dans ce contraste, au lieu d'être un mouvement des vertus théologales, qui comprenaient surtout le sacré et l'ecclésiastique et toute justice que nous pouvions faire ou qui était visible, uniquement la justice invisible de la foi en Christ, qui, dans le sermon auquel il se réfère ici, dit "n'a aucun sens sur terre, sauf pour Dieu et pour une conscience troublée".
La doctrine luthérienne des deux royaumes est une élaboration de l'idée de saint Augustin des deux cités.